# St. Johannes (Hirschneuses)

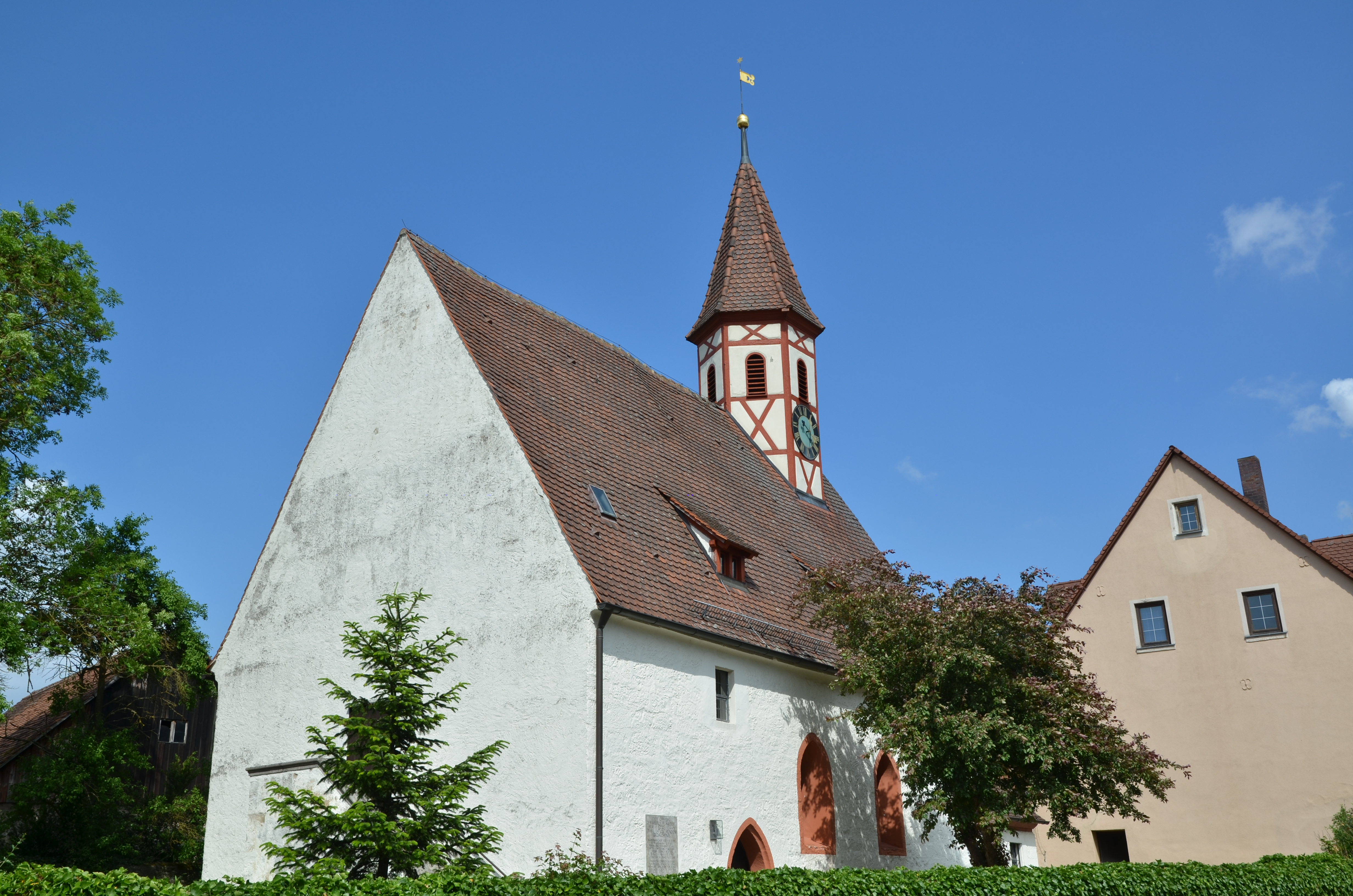
St. Johannes (Hirschneuses)

Die evangelische, denkmalgeschützte Filialkirche St. Johannes steht in Hirschneuses, ein Gemeindeteil des Marktes Neuhof an der Zenn im Landkreis Neustadt an der Aisch-Bad Windsheim (Mittelfranken, Bayern). Das Bauwerk ist unter der Denkmalnummer D-5-75-152-25 als Baudenkmal in der Bayerischen Denkmalliste eingetragen. Es gehört zur Pfarrei Kirchfarrnbach im Dekanat Neustadt an der Aisch im Kirchenkreis Nürnberg der Evangelisch-Lutherischen Kirche in Bayern.

## Architektur
Die Saalkirche wurde im 14. Jahrhundert gebaut. Sie besteht aus einem Langhaus und einem kaum eingezogenen Chor. Im Osten wurde 1823 eine Sakristei angebaut. Aus dem Satteldach erhebt sich ein im 18. Jahrhundert erneuerter, sechseckiger, mit einem Zeltdach bedeckter Dachreiter aus Holzfachwerk, der die Turmuhr und den Glockenstuhl beherbergt. 
Der Innenraum des Langhauses, der an zwei Seiten Emporen hat, ist mit einer Flachdecke überspannt, der des Chors quer mit einem Tonnengewölbe. Zur Kirchenausstattung gehören die Reste eines spätgotischen Flügelaltars. 

## Orgel
Die auf der Empore stehende Orgel mit elf Registern, auf zwei Manualen und Pedal schuf 1999 die Firma Thomas Jann Orgelbau.